# 480-km-Rennen von Spa-Francorchamps 1989

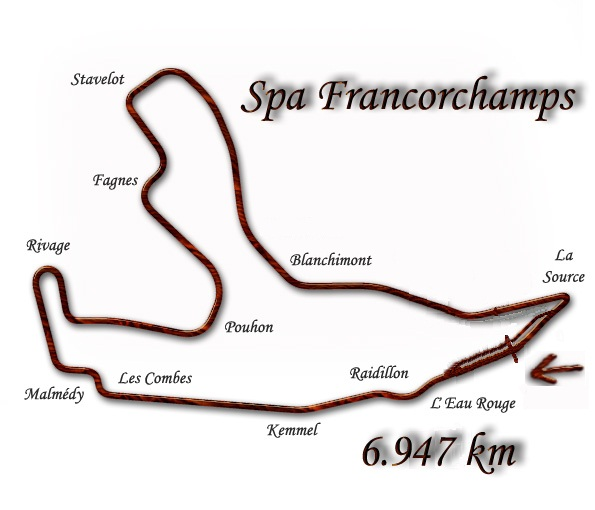
Streckenlayout des Circuit de Spa-Francorchamps 1989

Das 18. 1000-km-Rennen von Spa-Francorchamps, verkürzt auf eine 480-km-Distanz, auch WSPC - Coupes de Spa, Spa-Francorchamps, fand am 17. September 1989 auf dem Circuit de Spa-Francorchamps statt und war der siebte Wertungslauf der Sportwagen-Weltmeisterschaft dieses Jahres.

## Das Rennen
Die beim 480-km-Rennen von Jarama beginnende Siegesserie von Sauber Motorsport mit dem Sauber C9 fand in Spa ihre Fortstsetzung. Das Duo Mauro Baldi/Kenny Acheson fuhr den fünften Sauber-Gesamtsieg in Folge ein. Erster Verfolger war der Joest-Porsche 962 von Bob Wollek und Frank Jelinski, der zwei Minuten und 20 Sekunden nach dem Siegerwagen ins Ziel kam.

## Ergebnisse

### Schlussklassement
| 1               | C1  | 61  | Team Sauber             | Mauro Baldi Kenny Acheson           | Sauber-Mercedes C9/88 | 70 |
| 2               | C1  | 7   | Joest Racing            | Bob Wollek Frank Jelinski           | Porsche 962C          | 70 |
| 3               | C1  | 23  | Nissan Motorsports      | Julian Bailey Mark Blundell         | Nissan R89C           | 69 |
| 4               | C1  | 16  | Repsol Brun Motorsport  | Oscar Larrauri Roland Ratzenberger  | Porsche 962C          | 68 |
| 5               | C1  | 22  | Spice Engineering       | Wayne Taylor Thorkild Thyrring      | Spice SE89C           | 68 |
| 6               | C1  | 8   | Joest Racing            | Henri Pescarolo Jean-Louis Ricci    | Porsche 962C          | 68 |
| 7               | C1  | 18  | Aston Martin            | Stanley Dickens Brian Redman        | Aston Martin AMR1     | 67 |
| 8               | C1  | 37  | Toyota Tom’s            | Johnny Dumfries Geoff Lees          | Toyota 89C-V          | 67 |
| 9               | GTP | 201 | Mazdaspeed              | Pierre Dieudonné Dave Kennedy       | Mazda 767B            | 67 |
| 10              | C1  | 10  | Porsche Kremer          | George Fouché Giovanni Lavaggi      | Porsche 962CK6        | 66 |
| 11              | C2  | 171 | Team Mako               | Robbie Stirling James Shead         | Spice SE88C           | 65 |
| 12              | C1  | 72  | Obermaier Primagaz      | Jürgen Lässig Pierre Yver           | Porsche 962C          | 65 |
| 13              | C2  | 101 | Chamberlain Engineering | Fermín Vélez Nick Adams             | Spice SE89C           | 64 |
| 14              | C2  | 111 | PC Automotive           | Richard Piper Olindo Iacobelli      | Spice SE88C           | 64 |
| 15              | C2  | 106 | Porto Kaleo Team        | Pasquale Barberio Ranieri Randaccio | Tiga GC288/9          | 64 |
| 16              | C1  | 40  | Swiss Team Salamin      | Antoine Salamin Max Cohen-Olivar    | Porsche 962C          | 61 |
| 17              | C2  | 177 | Louis Descartes         | Alain Serpaggi Marc Fontan          | ALD C289              | 61 |
| 18              | C2  | 108 | RBR GP Motorsport       | Philippe de Henning                 | Spice SE87C           | 60 |
| 19              | C2  | 105 | Porto Kaleo Team        | Jean-Pierre Frey Stefano Sebastiani | Tiga GC289            | 59 |
| 20              | C2  | 178 | Didier Bonnet           | Patrick Oudet Gérard Tremblay       | Tiga GC289            | 59 |
| 21              | C1  | 34  | Porsche Alméras         | Jacques Alméras Jean-Marie Alméras  | Porsche 962C          | 54 |
| 22              | C2  | 176 | Louis Descartes         | François Wettling Thierry Lecerf    | ALD 06                | 50 |
| Disqualifiziert |     |     |                         |                                     |                       |    |
| 23              | C1  | 29  | Mussato Action          | Franco Scapini Bruno Giacomelli     | Lancia LC2/89         | 12 |
| 24              | C1  | 5   | Repsol Brun Motorsport  | Harald Huysman Uwe Schäfer          | Porsche 962C          | 10 |
| Ausgefallen     |     |     |                         |                                     |                       |    |
| 25              | C1  | 62  | Team Sauber             | Jean-Louis Schlesser Jochen Mass    | Sauber-Mercedes C9/88 | 69 |
| 26              | C1  | 6   | Repsol Brun Motorsport  | Walter Brun Jesús Pareja            | Porsche 962C          | 62 |
| 27              | C1  | 21  | Spice Engineering       | Eliseo Salazar Ray Bellm            | Spice SE89C           | 53 |
| 28              | C2  | 102 | Chamberlain Engineering | Luigi Taverna Hendrik ten Cate      | Spice SE86C           | 51 |
| 29              | C1  | 13  | Courage Compétition     | Pascal Fabre Hervé Regout           | Cougar C22S           | 45 |
| 30              | C1  | 19  | Aston Martin            | David Leslie Michael Roe            | Aston Martin AMR1     | 43 |
| 31              | C2  | 107 | Tiga Race Team          | Jari Nurminen Carlo Rossi           | Tiga GC289            | 36 |
| 32              | C2  | 151 | Lombardi Racing         | Pierre-Alain Lombardi Bruno Sotty   | Spice SE86C           | 33 |
| 33              | C2  | 103 | France Prototeam        | Bernard Thuner Claude Ballot-Léna   | Spice SE88C           | 26 |
| 34              | C1  | 2   | Silk Cut Jaguar         | John Nielsen Andy Wallace           | Jaguar XJR-11         | 25 |
| 35              | C1  | 20  | Team Davey              | Vern Schuppan Tim Lee-Davey         | Porsche 962C          | 19 |
| 36              | C1  | 1   | Silk Cut Jaguar         | Jan Lammers Patrick Tambay          | Jaguar XJR-11         | 16 |
| 37              | C1  | 14  | Richard Lloyd Racing    | Tiff Needell Steven Andskär         | Porsche 962C GTi      | 15 |
| 38              | C1  | 16  | Dauer Racing            | Jochen Dauer                        | Porsche 962C          | 8  |
| Nicht gestartet |     |     |                         |                                     |                       |    |
| 39              | C1  | 1T  | Silk Cut Jaguar         | John Nielsen Andy Wallace           | Jaguar XJR-11         | 1  |
| 40              | C1  | 62T | Team Sauber             | Mauro Baldi Kenny Acheson           | Sauber-Mercedes C9/88 | 2  |
| 41              | C1  | 15  | Richard Lloyd Racing    | Steven Andskär James Weaver         | Porsche 962C GTi      | 3  |
| 42              | C1  | 26  | France Prototeam        | Claude Ballot-Léna Bernard Thuner   | Spice SE88C           | 4  |

1 Trainingswagen
2 Trainingswagen
3 nicht gestartet
4 nicht gestartet

### Nur in der Meldeliste
Zu diesem Rennen sind keine weiteren Meldungen bekannt.

### Klassensieger
| Klasse | Fahrer          | Fahrer           | Fahrzeug              | Platzierung im Gesamtklassement |
| ------ | --------------- | ---------------- | --------------------- | ------------------------------- |
| C1     | Mauro Baldi     | Kenny Acheson    | Sauber-Mercedes C9/88 | Gesamtsieg                      |
| C2     | Robbie Stirling | James Shead      | Spice SE88C           | Rang 11                         |
| GTP    | Dave Kennedy    | Pierre Dieudonné | Mazda 767B            | Rang 9                          |

### Renndaten
- Gemeldet: 42
- Gestartet: 38
- Gewertet: 22
- Rennklassen: 3
- Zuschauer: 15.000
- Wetter am Renntag: warm und trocken
- Streckenlänge: 6,940 km
- Fahrzeit des Siegerteams: 2:39:16,453 Stunden
- Gesamtrunden des Siegerteams: 70
- Gesamtdistanz des Siegerteams: 485,800 km
- Siegerschnitt: 183,005 km/h
- Pole Position: Mauro Baldi – Sauber-Mercedes C9/88 (#61) – 2:05,900 = 198,443 km/h
- Schnellste Rennrunde: Mauro Baldi – Sauber-Mercedes C9/88 (#61) – 2:07,863 = 195,397 km/h
- Rennserie: 7. Lauf zur Sportwagen-Weltmeisterschaft 1989